# タラーリ

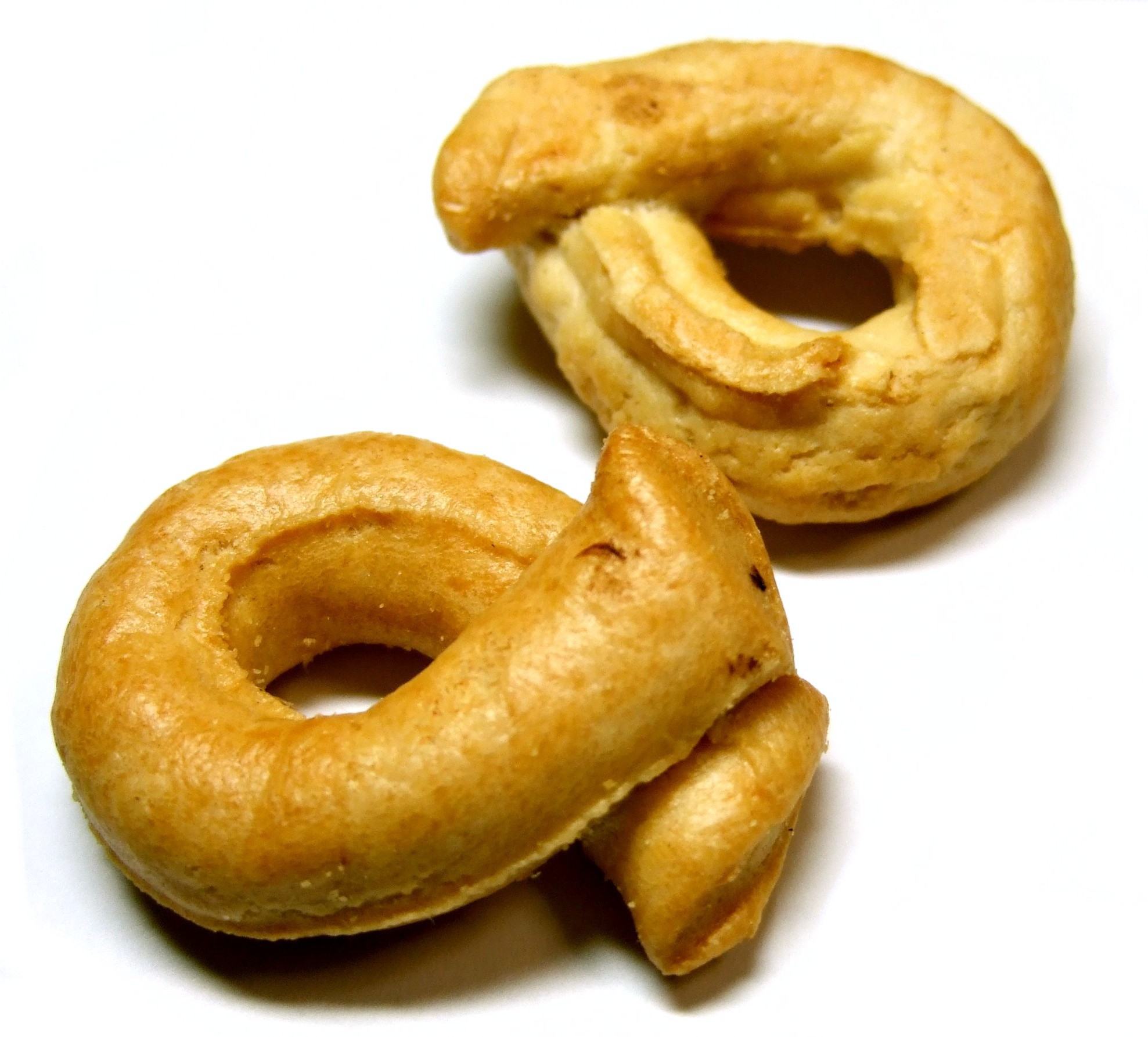
プーリア州のタラーリ（約3センチメートル大）

タラーリ（イタリア語: taralli）は、イタリアの南部、特にカンパニア州とプーリア州の伝統的な固焼きパンである。イタリア北部でも提供されるようになってきている。オリーブオイルと白ワインを生地に練り込んだ塩味のドーナッツ状のビスケットであり、発酵させないので気泡は少なく、サクッとした歯ごたえがあるのが特徴。日本語のカタカナ表記としてはタラッリも用いられる。
指小形でタラリーニやタラッリーニ（tarallini）とも呼ぶ。いずれもイタリア語の複数形からの呼び名から来ており、一個の場合は tarallo/tarallino である。　名前はギリシャ語の「トロス」（Toros、円環状）に由来すると思われる。　

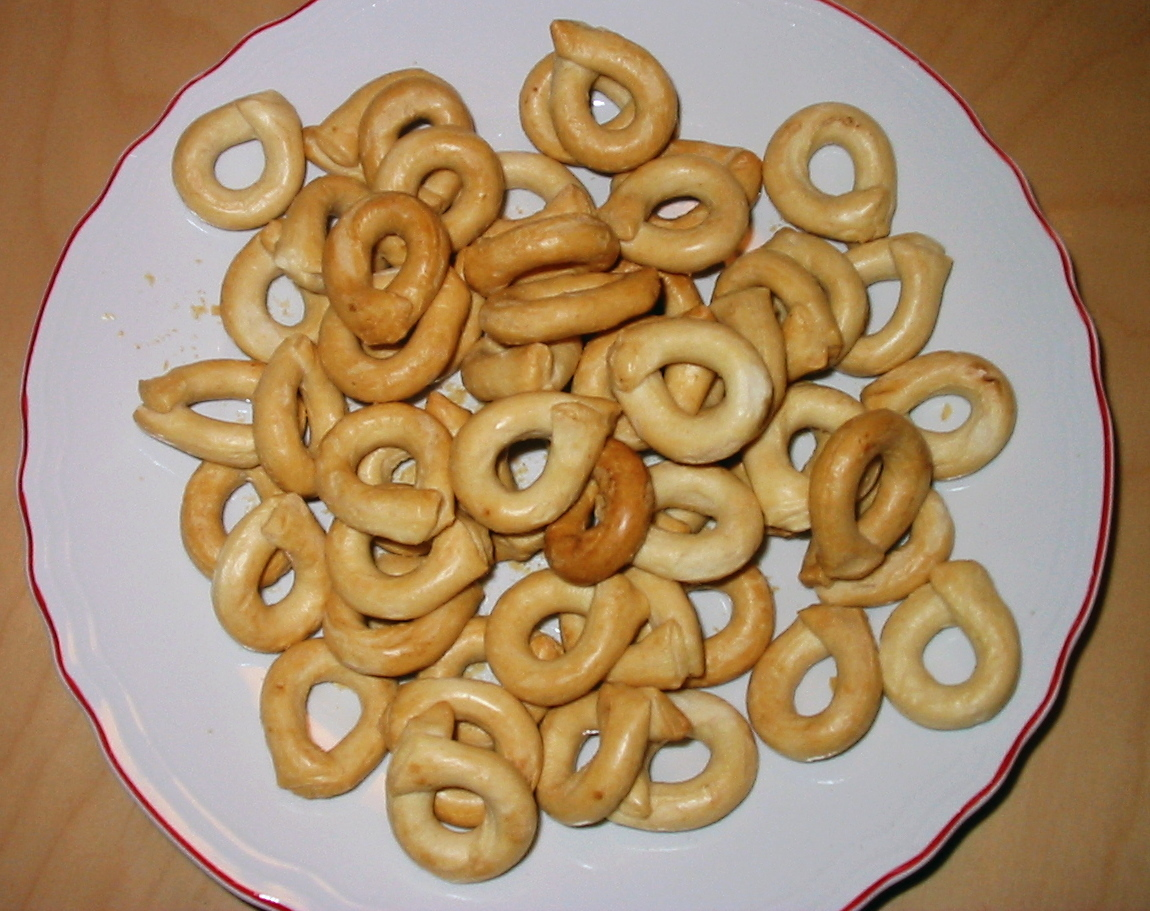
タラリーニ

カンパニア州では、主に小麦粉、ラード、酵母、アーモンド、塩、胡椒から作られる。　プーリア州のものはやや小さく、ラードとアーモンドの代わりに、ピーナッツオイルとオリーブオイル、白ワインが用いられる。他に、フェンネルの種子や唐辛子、日干しトマトを加えて味付けしたものもある。
袋詰めされてスーパーマーケットや土産物店で売られている他、レストランのアンティパスト（おつまみ、前菜）としても供される。ナポリでは昔から行商されており、鉱泉水やビール、ワインを飲みながら食べる。南イタリア、ナポリでは塩味のタラーリとビールやワインとの相性は抜群と考えられている。

## レシピの例
イタリアの各州によってタラッリの製法や味付けは異なる。以下に一例を挙げる。
上述のようにフェンネルシードを加えたり、ドライトマトを加えることもある。
材料の例
- 強力粉
- ドライイースト
- 塩
- 砂糖
- エキストラバージンオイル
- 白ワイン

作り方の例
1. 材料を混ぜ合わせ、練る。
2. 直径1センチメートルほどの棒状にして、適当な長さで切って輪にする。
3. 予熱しておいたオーブントースターで焼く。